# Rutilia regalis
Rutilia regalis là một loài ruồi trong họ Tachinidae.